# Lillmarksholm
Lillmarksholm var en småindustri längs Galvån i Röste och Bollnäs kommun i Hälsingland. Verksamheten var i drift under andra hälften av 1800-talet och tillverkade bland annat smiden som spik och liar. Bruket bör ha grundats omkring 1857 och verksamheten gick ut på smiden. På 1870-talet övergick verksamheten mot att vara ett mindre sågverk. Sågverksamheten bör ha lagts ner i mitten av 1880-talet. I dag återstår några husgrunder och området är täkt av skog.